# Edith Hlawati
Edith Hlawati (* 8. Juni 1957) ist eine österreichische Rechtsanwältin und Managerin. Seit dem 1. Februar 2022 ist sie Vorstand der Staatsholding Österreichische Beteiligungs AG (ÖBAG). Sie ist Vorsitzende des Aufsichtsrats der Telekom Austria AG.

## Werdegang

### Ausbildung und frühe berufliche Laufbahn
Edith Hlawati promovierte 1980 an der Universität Wien zum Doktor der Rechtswissenschaften. und absolvierte Studienaufenthalte in England und Südafrika. Sie praktizierte zwei Jahre bei der Londoner Anwaltskanzlei Theodore Goddard (heute Addleshaw Goddard).

### Anwaltliche Tätigkeit und Kanzleiaufbau
Seit 1986 ist Edith Hlawati in Österreich eingetragene Rechtsanwältin, 1987 wurde sie Partnerin, 2003 wurde sie Namenspartnerin in einer großen Kanzlei. Als Managing Partner war sie Mitglied des Verwaltungsrats und trug in dieser Zeit zum Wachstum der Kanzlei von 4 Partnern und 10 Mitarbeitern auf 23 Partner und insgesamt 135 Mitarbeiter in Österreich bei. Zwischen 2017 und Jahresbeginn 2022 war sie Senior Partner.

## Kapitalmarkt, Transaktionen und staatliche Unternehmensbeteiligungen

### Kapitalmarkt und Transaktionen
Edith Hlawati hat zahlreiche Kapitalmarkttransaktionen wie Börsegänge, Kapitalerhöhungen und Delistings großer österreichischer Unternehmen begleitet. So wirkte sie an Transaktionen der Strabag, der Raiffeisen Bank International, der Wienerberger oder der Erste Group mit. Weiters betreute sie grenzüberschreitende Übernahmen wie zum Beispiel Heineken/Brau Union, Lufthansa/Austrian Airlines oder America Movil/Telekom Austria und Umwandlungen von Aktiengesellschaften in Europäische Aktiengesellschaften.

### Staatliche Beteiligungen
Hlawati ist seit Anfang der 1990er Jahre für die staatlichen Beteiligungsholdings und die Industrie- und Wirtschaftsbeteiligung der Republik Österreich tätig. Sie betreute dabei etliche Transaktionen wie Börsengänge, Kapitalerhöhungen, Übernahmen und Anteilsverkäufe bei zahlreichen Unternehmen inklusive Telekom Austria, Österreichische Post, Verbund, OMV und Austrian Airlines.
Mit Ausbruch der Finanzkrise im Jahr 2008 war sie auch mit der Notverstaatlichung von Banken und der Stabilisierung des Finanzplatzes befasst. In den Jahren 2000, 2015 und 2018 war sie mit der rechtlichen Begleitung der Neuorganisation der Staatsholdings ÖIAG, ÖBIB bzw. ÖBAG beauftragt. In 30 Jahren Tätigkeit für die Staatsholding betreute Hlawati mit ihrem Team 35 Transaktionen, arbeitete für 13 Regierungen, 11 Finanzminister und 12 ÖIAG-, ÖBIB- und ÖBAG-Vorstände.

### Aufsichtsratstätigkeit
Edith Hlawati ist seit 1991 als Mitglied in Aufsichtsräten von privaten und teilstaatlichen Unternehmen und Regulierungsbehörden tätig. Aktuell fungiert sie bei der Telekom Austria AG als Vorsitzende, bei der EuroTeleSites AG als Mitglied des Aufsichtsrats und seit Frühjahr 2022 als stellvertretende Vorsitzende bei der OMV AG und der Verbund AG. Außerdem war sie von 2015 bis 2024 Aufsichtsratsvorsitzende der Österreichischen Post AG. Zudem bekleidete Hlawati von 2016 bis 2021 die Funktion als Aufsichtsratsvorsitzende bei der E-Control Austria (ECA). Insgesamt hat sie mehr als 35 Jahre in Aufsichtsräten gearbeitet, davon 15 Jahre als Vorsitzende.

## Tätigkeit als Vorstand der ÖBAG

### Bestellungsprozess und Amtsantritt
Der im Zuge der Casinos-Affäre unter Beschuss geratene Thomas Schmid hatte im Juni 2021 seinen Rücktritt als ÖBAG-Vorstand angekündigt, weshalb eine Nachbesetzung seiner Funktion notwendig wurde. Hlawati, die als ÖVP-nahe gilt, wurde einstimmig vom Aufsichtsrat der ÖBAG als bestgeeignete Kandidatin bestellt. Neben ihr kam auch Siemens-Manager Wolfgang Hesoun in die engere Auswahl. Hlawati selbst erklärte, sie halte grundsätzlich „Äquidistanz“ zu allen Parteien.
Hlawati übernahm am 1. Februar 2022 die Position als Alleinvorstand von Christine Catasta, die diese Rolle interimistisch übernommen hatte. Zeitgleich traten auch die beiden neuen „Executive Directors“ Carola Wahl und Robert Stajic ihre Stellen an. Gemeinsam bilden sie den „Erweiterten Vorstand.“

### Strategische Ausrichtung

#### Ziele
In einer Aussendung der ÖBAG und Medienberichten zur Strategie heißt es, die ÖBAG werde sich im Kern auf ein professionelles Beteiligungsmanagement fokussieren und die Ziele Emissionsreduktion, Frauenförderung, Nachhaltigkeit bei Investitionen und Dividendenentwicklung sowie Standortsicherung verfolgen. Auch die gesetzlichen Aufträge wie der Übernahmeschutz sollen erfüllt werden. Privatisierungen hingegen würden mangels entsprechender Aufträge der Bundesregierung in den nächsten Jahren keine Rolle spielen.

#### Strategie
Ein "Patient-Capital" Zugang solle zu nachhaltigen Wertsteigerungen führen und langfristig den Standort stärken. Der Bereich Corporate Governance solle in den Beteiligungsunternehmen auf ein Niveau gebracht werden, das den Forderungen internationaler Investoren entspricht. Es werde auch die internationale Vernetzung mit anderen Beteiligungsholdings und Staatsfonds forciert. Bestellungsprozesse sollen weiterentwickelt werden, um die bestgeeigneten Personen zu finden. Außerdem sollen Themen wie Social Responsibility und Gender Balance prioritär behandelt werden. Ein konkretes Ziel Hlawatis sei es hier, die Anzahl der Frauen in Vorstandspositionen zu erhöhen.

#### Führungsstruktur
Die neue Führungsstruktur sieht einen „Erweiterten Vorstand“ bzw. „Executive Board“ vor, das aus drei Personen besteht und mit einem Sechs-Augen-Prinzip arbeitet. Portfolioübergreifende Entscheidungen, die durch den Aufsichtsrat zu genehmigen sind, muss dieses einstimmig treffen.

### Aufsichtsratstätigkeit
Die Arbeit in den Aufsichtsräten der Portfoliounternehmen ist laut ÖBAG „das wichtigste Element im Beteiligungsmanagement.“ Hlawati selbst ist aktuell Vorsitzende des Aufsichtsrats der Telekom Austria AG und stellvertretende Vorsitzende der OMV AG und der Verbund AG.

## Sonstiges
Edith Hlawati ist seit 2016 stellvertretende Vorsitzende des Vereins der Freunde der Albertina.
Die wichtigsten Legal Directories Chambers & Partners London, Legal 500 und IFLR führten Edith Hlawati in den letzten 10 Jahren durchwegs bei den Spitzenpositionen in den Kategorien Capital Markets, Corporate M&A und Banking and Finance.
Österreichische Medien wie der „Trend“ wählen Hlawati regelmäßig in die Top-Ränge der einflussreichsten Frauen der österreichischen Wirtschaft.

## Auszeichnungen
- 2017: Großes Silbernes Ehrenzeichen für Verdienste um die Republik Österreich
- 2017: AREX Award/Börsennotierte Unternehmen als Aufsichtsratsvorsitzende der Österreichischen Post AG
- 2018: IFLR Lifetime Achievement Award[23]

## Publikationen
- mit Gernot Wilfing: Besonderheiten des Aufsichtsrats in der börsennotierten Gesellschaft. In: Susanne Kalss, Peter Kunz (Hrsg.): Handbuch für den Aufsichtsrat. Facultas 2016, ISBN 978-3-7089-1362-9, S. 1053.
- mit Christian Thaler: Secondary Offering – Haftungsfreistellung bei der Umplatzierung von Aktien aus der Sicht der Praxis. In: Romuald Bertl: Unternehmensrecht in Wissenschaft und Praxis : Festschrift für Waldemar Jud. Linde, Wien 2012, ISBN 978-3-7073-1933-0, S. 249. (cerhahempel.com)
- mit Maria Doralt: Rechtliche Schranken bei der Transaktionsfinanzierung und Sicherheitenbestellung. In: Barbara Polster-Grüll, Hans Zöchling, Gottwald Kranebitter (Hrsg.): Handbuch Mergers & Acquisitions. Linde, 2007, ISBN 978-3-7073-0857-0, S. 461 ff.
- mit Susanne Kalss, Maria Doralt und Nikolaus Adensamer: Ausgewählte Fragen zur Satzungsgestaltung bei der Societas Europaea. In: GesRZ. Heft 3, 2007, S. 170 ff. (cerhahempel.com)
- mit Maria Doralt: Zur Umplatzierung von Aktien im Wege eines Secondary Offering. In: Ernst Brandl u. a. (Hrsg.): Handbuch Kapitalmarktrecht. Band 2, Linde 2006, ISBN 3-85136-082-6.
- Abwehrmaßnahmen gegen Hostile Takovers. In: ecolex. 2/2000. (rdb.manz.at)
- Das Bankwesengesetz. In: ecolex. 4/1994. rdb.manz.at